# Mocktail

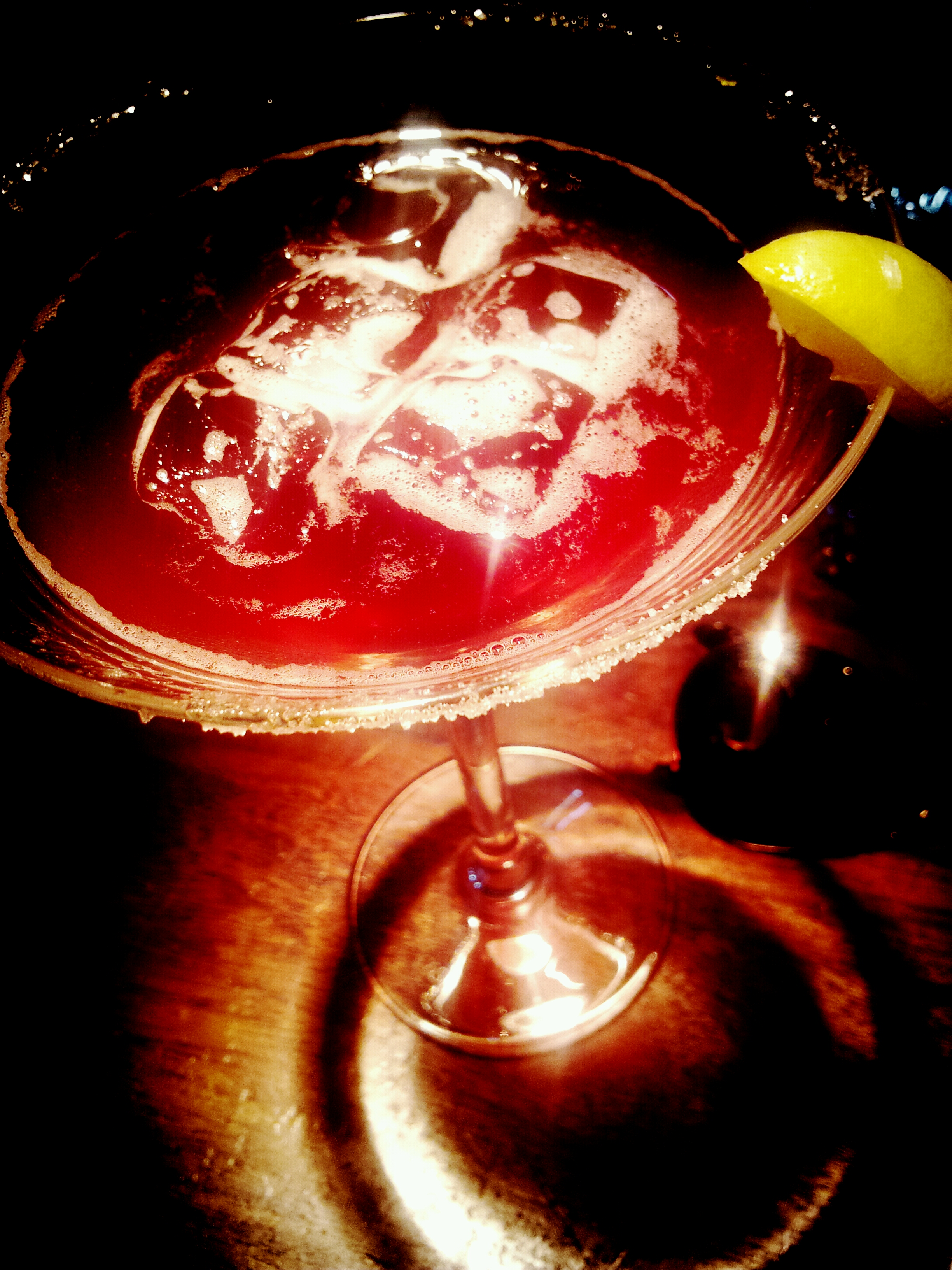
Een mocktail in het Hard Rock Cafe New Delhi

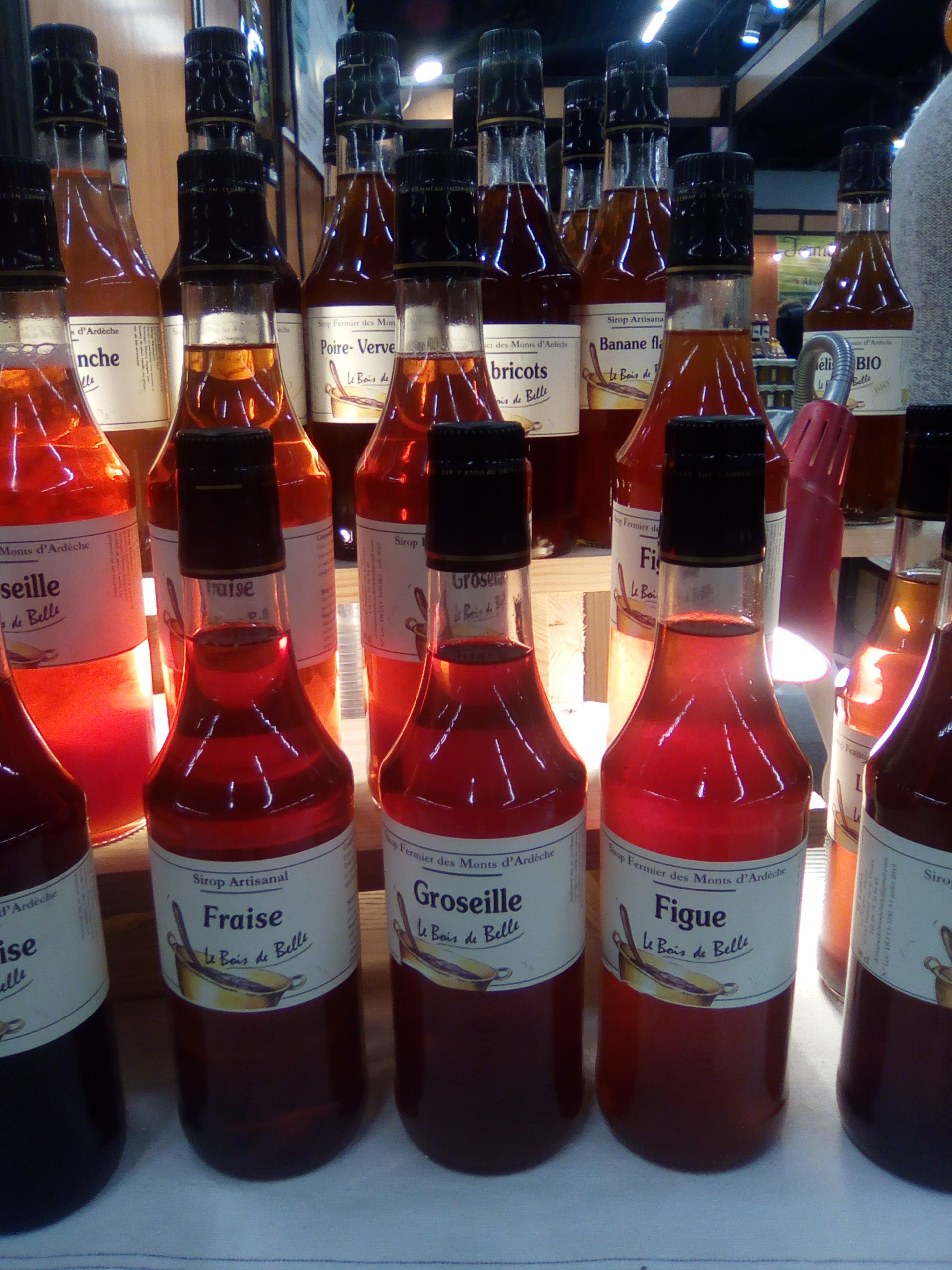
Barsiropen van een Frans merk

Een mocktail is een alcoholvrije cocktail. Hij wordt bereid uit frisdranken, vruchtensappen, fruit, siropen en andere alcoholvrije ingrediënten. De term mocktail komt uit het Engels, van 'mock' (onecht) en 'cocktail'.

## Ontstaan
In de jaren tachtig nam de populariteit van de cocktail toe, hetgeen in de jaren 2000 nogmaals gebeurde. De mixdrank heeft zich dan ook een sterke plaats veroverd in de drinkcultuur. Mensen die juist geen alcohol wilden nuttigen, moesten aanvankelijk terugvallen op frisdranken en sappen. De mocktail ontstond uit de behoefte bij deze mensen aan visueel en esthetisch aantrekkelijke drankjes.
Toch is het mixen van alcoholvrije ingrediënten veel ouder. Zo bestond de bloody mary eerder als alcoholvrije variant dan die met wodka. Eén bron trekt zelfs een vergelijking met de soda fountains die in de VS populair waren van midden negentiende tot midden twintigste eeuw.